# Carl Wilhelm Schwabe
Carl Wilhelm Schwabe (* Februar 1807 in Weimar; † 6. April 1873 in Eisenach) war ein deutscher Mediziner.

## Leben
Carl Schwabe war der ältere Sohn des Weimarer Oberbürgermeisters Carl Lebrecht Schwabe (1778–1851). Er studierte Medizin in Jena, Göttingen und zum Schluss wieder Jena und war nach seinem Abschluss zunächst in Weimar tätig, insbesondere als Leichenhaus-Arzt, später Amts-Physikus in Großrudestedt, in Buttstädt und schließlich in Eisenach. Im Februar 1858 wurde er zum Ritter des Königlich Preußischen Roten Adlerordens 4. Klasse ernannt; 1867 wurde er zum Medizinalrat befördert.
Schwabe publizierte auf medizinischem Gebiet, u. a. über das Weimarer Leichenhaus, das das erste seiner Art in Deutschland war, und in einer Zeitschrift der ärztlichen Praxis. Er verfasste auch einen ausführlichen Nachruf über seinen Onkel Friedrich Wilhelm Schwabe.
Bei der Gründung der Freimaurer-Bauhütte Carl zur Wartburg in Eisenach im Mai 1859 übernahm Carl Schwabe den Vorsitz.

## Schriften (Auswahl)
- De pelvi eiusque deformationibus. Inaugural-Dissertation Jena 1828.
- Monographie der innern Hämorrhagien der Gebärmutter, während der Schwangerschaft, der Geburt und des Wochenbettes. Nach Baudelocque bearbeitet. Göttingen 1833. Digitalisat.
- Das Leichenhaus in Weimar. Nebst einigen Worten über den Scheintod und mehrere jetzt bestehende Leichenhäuser, sowie über die zweckmässigste Einrichtung solcher Anstalten im Allgemeinen. Leipzig 1834. Digitalisat.
- Die Embryologie und Ovologie des Menschen, oder beschreibende und iconographische Geschichte der Anatomie und Physiologie des menschlichen Eies, von A. A. L. M. Velpeau. Aus dem Französischen übersetzt von Carl Schwabe. Ilmenau 1834. Digitalisat.
- Friedrich Wilhelm Schwabe. In: Neuer Nekrolog der Deutschen. 20. Jg. 1842, Weimar 1844, S. 100–117. (Autorangabe auf S. XXI.)
- Die Loge Carl zur Wartburg. In: Freimaurer-Zeitung. Handschrift für Brüder. 13. Jg., 1859, S. 380–382 und 387–390.

In der Wochenschrift für die gesammte Heilkunde:
- Auswurf häutiger Concremente ohne Croup. In: Wochenschrift usw. 1837, S. 313–315.
- Mittheilungen aus meinem Tagebuche. In: Wochenschrift usw. 1843, S. 117–127 und 140–148.
- Die Superfötation und Henkeʼs Ansichten von derselben. In: Wochenschrift usw. 1843, S. 661–671.